# Simfonia núm. 1 (Xostakóvitx)
La Simfonia núm. 1 en fa menor, op. 10, de Dmitri Xostakóvitx fou composta entre 1924 i 1925, i estrenada a Leningrad per la Filharmònica de Leningrad sota la direcció de Nikolai Malkó el 12 de maig de 1926. Xostakóvitx va completar aquesta simfonia a l'edat de dinou anys com a peça de la seva graduació al Conservatori de Petrograd. La va dedicar a Mikhaïl Kvadri, un company d'estudis.

## Representacions
Es va estrenar a Leningrad per la Filharmònica de Leningrad sota la direcció de Nikolai Malkó el 12 de maig de 1926, quatre mesos exactament abans del vintè aniversari del compositor. Casualment, va ser la primera emissió de ràdio des de la Gran Sala de la Filharmònica de Leningrad, i va ser un èxit de públic i professional important.
L'èxit de l'estrena va convertir, d'un dia per un altre, Xostakóvitx en una celebritat a tota la Unió Soviètica, i aviat el seu nom es coneixeria a tot el món musical. L'obra, influenciada per Stravinski i Hindemith, traspassà fronteres per la vivesa, modernitat i novetat que mostrava la seva escriptura. En poques temporades la Primera Simfonia havia guanyat la defensa dels directors més reconeguts de l'època, sense excepció d'antimodernistes com Bruno Walter i Arturo Toscanini. Als Estats Units s'ha interpretat de forma ininterrompuda en el repertori de les grans orquestres americanes des del 1928, quan Leopold Stokowski va fer la seva primera actuació.

## Instrumentació
La simfonia està orquestrada per als següents instruments:
| Instruments de corda - Violins primers - Violins segons - Violes - Violoncels - Contrabaixos | Vent-fusta - 2 flautes (2 i 3 doblades amb flautí) - 2 oboès - 2 clarinets en la i si bemoll - 2 fagots | Vent-metall - 5 trompes - 5 trompetes 1, 2 en si bemoll i 3 en fa - 3 trombons - 1 tuba | Percussió - Timbales - Lira - Triangle - Side drum - Plat - Tam-tam | Teclat - Piano |